# Les Habits noirs
Pour série télévisée, voir Les Habits noirs (feuilleton télévisé).

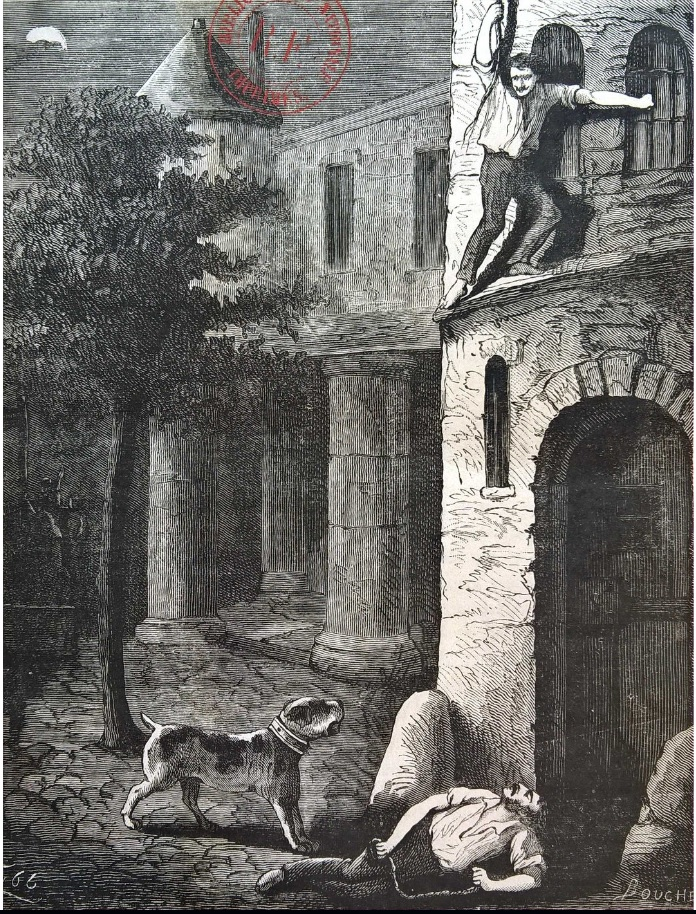
Frontispice des Habits noirs de Paul Féval, Paris, Éditions S. Coste, 1876.

Les Habits noirs est un cycle littéraire rédigé par Paul Féval, publié entre 1863 et 1875 et composé de huit romans populaires précurseurs du genre policier : Les Habits noirs, Cœur d'acier, La Rue de Jérusalem, L'Arme invisible, Maman Léo, L'Avaleur de sabres, Les Compagnons du trésor, La Bande Cadet.

## Liste des romans composant le cycle

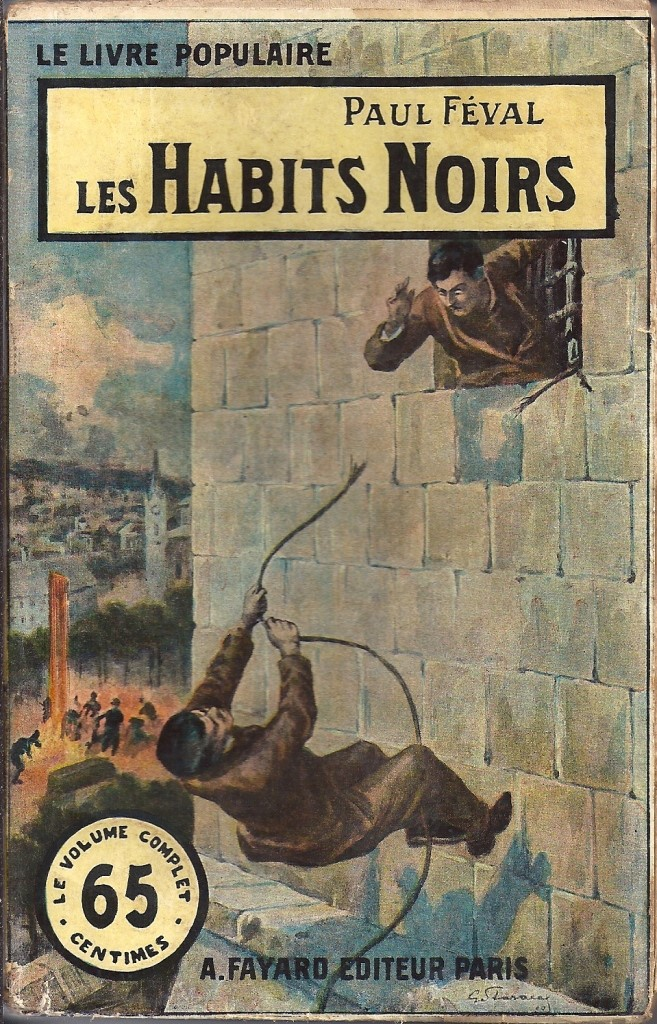
Couverture illustrée par Gino Starace pour une réédition chez la Librairie Arthème Fayard, collection « Le Livre populaire », mars 1910.

Le cycle des « Habits noirs » brosse la chronique d’une redoutable bande criminelle qui, sous la conduite du colonel Bozzo-Corona, répand la terreur sous la Restauration. Cette organisation criminelle secrète se livre aux vols et trafics en tout genre, sans jamais cependant être inculpés.
- Les Habits noirs. Ce premier volume parut en feuilleton entre le 12 mars et le 19 juillet 1863 dans le journal Le Constitutionnel puis aux éditions Hachette en 1863, relate la conspiration qui s'abat sur un artisan, André Maynotte, et sa vengeance contre l'organisation des Habits Noirs à l'origine de ses malheurs, dont un membre a épousé, sous ses yeux, dans une église sa femme après son évasion.
- Cœur d'acier. Le second volume est paru en feuilleton entre le 11 juillet et le 22 septembre 1865 dans Le Constitutionnel, puis en format relié l'année suivante aux éditions Hachette. Il raconte l'ascension criminelle de Marguerite Sadoulas, devenue comtesse de Clare, au sein de l'organisation, en parallèle de la lutte de l'héritier légitime de la famille de Clare, Roland, pour retrouver son héritage.
- La Rue de Jérusalem. Cet épisode paru en feuilleton entre le 16 novembre 1867 et le 21 mars 1868 dans Le Constitutionnel, puis aux éditions Édouard Dentu en 1868, narre les opérations criminelles des Habits Noirs, à présent couvertes par Lecoq devenu chef de la Sûreté, contre la famille de Champmas.
- L'Arme invisible. Également sous-titré Le Secret des Habits Noirs[5], ce volume est paru en feuilleton entre le 19 janvier et le 28 mars 1869 dans le journal Le National, puis aux éditions Dentu en 1869, il raconte la lutte entre le magistrat Rémy d'Arx et le colonel Bozzo-Corona.
- Maman Léo. Ce volume, deuxième partie du récit Le Secret des Habits Noirs[6], paru en feuilleton entre le 21 mai et le 10 août 1869  dans le journal Le National, puis aux éditions Dentu en 1869, raconte la suite directe du roman précédent.
- L'Avaleur de sabres. Le sixième volume du cycle des « Habits Noirs » est paru en feuilleton dans le journal L'Époque, puis en format relié aux éditions Dentu en 1867. Il raconte la vie de Saladin, un voyou élevé dans un cirque.
- Les Compagnons du trésor. Le septième volume est tout d'abord paru en feuilleton dans le journal Le National entre le 15 juin 1870 et le 22 février 1872[Note 1], puis aux éditions Dentu en 1872. Cet épisode narre la quête de l'architecte Vincent Carpentier pour retrouver le trésor laissé par le chef des Habits Noirs, le colonel Bozzo-Corona.
- La Bande Cadet. Ce roman est paru en feuilleton entre le 20 octobre 1874 et le 4 janvier 1875 dans le journal L'Événement, puis en 1875 aux éditions Dentu. Dernier tome du cycle, il raconte la suite directe du volume précédent.

## Adaptation télévisée
L'œuvre a fait l'objet d'un feuilleton télévisé diffusé en France à l'automne  1967.

### Note
1. ↑  Parution stoppée à cause de la guerre de 1870[7].